# チュートリアルのオールナイトニッポンR
チュートリアルのオールナイトニッポンR（ - あーる）とは、ニッポン放送の深夜放送『オールナイトニッポンR』で放送されていたラジオ番組。パーソナリティはチュートリアル（徳井義実、福田充徳）。

## 放送時間
- 特番第1回：2006年6月10日 土曜日 27:00-28:30（日曜3:00-4:30）(録音)
- 特番第2回：2007年3月17日 土曜日 27:00-29:00（日曜3:00-5:00）
- レギュラー：2007年4月21日～2008年12月20日 毎月第3土曜日 27:00-29:00（日曜3:00-5:00）

## ネット局
※全国21局ネットで放送
- 27:00～29:00
STVラジオ ・ 茨城放送 ・ 栃木放送 ・ KBS京都 ・九州朝日放送
- 27:00～28:30
ニッポン放送
- 27:00～28:00
IBC岩手放送 ・ 山形放送 ・ 山梨放送 ・ 信越放送 ・ 福井放送 ・ 中部日本放送 ・ 和歌山放送 ・ 山口放送 ・ 西日本放送 ・ 南海放送 ・ 四国放送 ・ 高知放送 ・ 長崎放送 ・ 熊本放送 ・ 南日本放送

## 主なコーナー
可能性はゼロではない
「こんなことが起こる可能性は、ゼロではないんじゃないか」ということを募集するネタコーナー
徳井義実のズルムケ駆け込み寺
悩みを抱えるリスナーと電話をつないで悩みに答えるコーナー
細かすぎて伝わらないドッキリ
細かすぎて伝わらない福田（徳井）へのドッキリを募集するコーナー
福田充徳イメージランキングベスト6
リスナーから福田のイメージを募集し、ベスト6を発表するコーナー
福田くんのウィキペディア大作戦
半ページしかない福田充徳のウィキペディアの項目を充実させるために、ウィキペディアに掲載できるような福田の「新キャラ」を募集するネタコーナー（※2007年7月21日放送をもって終了）
デリ福
「福田に、家に来てやってほしいこと」を募集するネタコーナー（※2008年5月17日放送をもって終了）

## 主な出来事

### 2006年
- 6月10日、特番1回目の放送が行われる。収録番組として、放送された。使用していたメールアドレスは、“tuto@allnightnippon.com”[1]である。

### 2007年
- 3月17日の放送では、生放送で行われた。オープニングに『月一レギュラー決定』の発表された。福田の「差し歯」したことから、福田の「差し歯」として、芸名の改名をリスナーで募集した。福田がGLAYの「HOWEVER」を熱唱。その歌声に対し、リスナーからは「一部地域のみの放送で良かった」などといったメールが寄せられた。
- 4月21日、レギュラー放送開始。『福田くんのウィキペディア大作戦』『徳井のズルムケ駆け込み寺』『細かすぎて伝わらないドッキリ』『可能性はゼロではない』などのコーナーがスタート。
- 7月21日、ウィキペディアの福田充徳のページを盛り上げようという趣旨でスタートした『福田くんのウィキペディア大作戦』が、「全然成果が上がらない」ということで終了。このコーナーが始まったことで、ウィキペディアの福田のページへのコメント的投稿が殺到し、ウィキペディア管理側よりこのページの編集を厳しく制限されるようになってしまったのが原因である。
- また、7月21日、コーナーの廃止に伴い、新コーナー『デリ福』がスタート。
- 10月20日、福田が遅刻（3時すぎに福田に電話したときまだ家に居たようで、すいませんを連呼）したため前半は徳井が一人で進行を行った。「福田に罰ゲームをさせるべき」という流れだったが、到着後福田はこれを頑なに拒否。挙句の果てに何が悪いのかと開き直った。徳井も「福田はこういうのほんとに嫌がるから…」とうやむやになり3時台が終了した。また、同じ曲（アニメフクちゃんのテーマ曲）を何回も繰り返し放送した。またこの時の福田の「ごめんなさい」のセリフがジングルになった。

### 2008年
- 5月17日、福田のイメージアップのためにスタートした『デリ福』が、「福田が拒否ばかりしてイメージがアップしない」ということで終了。それに伴い、新コーナー『福田充徳イメージランキングベスト6』がスタート。
- 10月18日、徳井が遅刻したため、前半は福田が一人で進行を行った。

## スタッフ
- 構成作家：細田哲也
- 音響効果：サウンドマン